# Alkmaar
Pronunciação

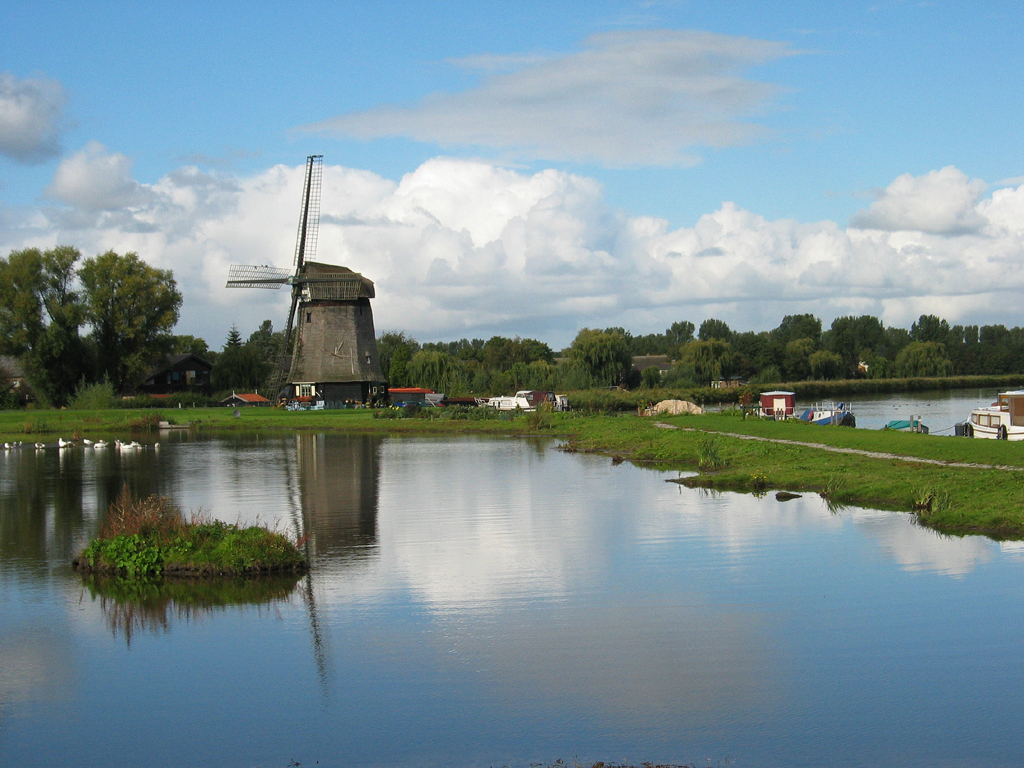
Moinho perto de Alkmaar

Alkmaar é uma cidade dos Países Baixos na província da Holanda do Norte, perto do canal de Noord-Holland, a norte de Amsterdã, sulcada por canais numa região relativamente pantanosa. Sua população municipal em 1 de janeiro de 2022 foi de 110 783 habitantes.

## Economia
Alkmaar é uma zona comercial de queijos (principalmente), manteiga, gado bovino e cereais. Tem indústrias de conservas, metais, cacau e de chocolate e construção. É também um centro turístico.

## Monumentos
É uma cidade com cerca de 450 monumentos. Os mais importantes são:
- Waag, atual edifício da Câmara Municipal
- Grote Sint Laurens Kerk
- Canais e os edifícios

## Clubes
O principal clube esportivo desta cidade é AZ Alkmaar.

## História
Alkmaar comemorou, em 2004, 750 anos. De fato foi em 1254 que o conde Floris V lhe deu direitos de cidade.